# 10:35
«10:35» es una canción del DJ neerlandés Tiësto con la cantante canadiense Tate McRae. Fue lanzado el 3 de noviembre de 2022 a través de Musical Freedom y Atlantic Records como el sexto sencillo del octavo álbum de estudio de Tiësto Drive (2023). La canción fue escrita por Tiësto, McRae, Amy Allen, Lostboy, Ryan Tedder y Scott Harris y producida por Tiësto, Lostboy y Tedder. Un videoclip acompañante fue dirigido por Courtney Phillips y filmado en Dubai.

## Posicionamiento en listas
| Listas (2022)                                         | Mejor posición |
| ----------------------------------------------------- | -------------- |
| Argentina (Monitor Latino Anglo)                      | 14             |
| Alemania (Official German Charts)                     | 22             |
| Australia (ARIA)                                      | 13             |
| Austria (Ö3 Austria Top 40)                           | 14             |
| Bélgica (Ultratop 50 Flandes)                         | 27             |
| Bélgica (Ultratop 50 Valonia)                         | 13             |
| Bolivia (Monitor Latino Anglo)                        | 2              |
| Canadá (Billboard Canadian Hot 100)                   | 18             |
| Canadá (Billboard Canada CHR/Top 40)                  | 32             |
| Canadá (Billboard Canada Hot AC)                      | 46             |
| Chile (Monitor Latino Anglo)                          | 11             |
| Colombia (Monitor Latino Anglo)                       | 15             |
| CEI (Tophit)                                          | 41             |
| Croacia (HRT)                                         | 13             |
| Dinamarca (Tracklisten)                               | 16             |
| Ecuador (Monitor Latino Anglo)                        | 8              |
| El Salvador (Monitor Latino Anglo)                    | 6              |
| Eslovaquia (Rádio Top 100)                            | 47             |
| Eslovaquia (Singles Digitál Top 100)                  | 21             |
| Estados Unidos (Billboard Hot 100)                    | 72             |
| Estados Unidos (Billboard Hot Dance/Electronic Songs) | 5              |
| Estados Unidos (Billboard Mainstream Top 40)          | 24             |
| Finlandia (Radiosoittolista)                          | 43             |
| Francia (SNEP)                                        | 80             |
| Grecia (IFPI)                                         | 53             |
| Hungría (Rádiós Top 40)                               | 15             |
| Hungría (Stream Top 40)                               | 34             |
| Irlanda (IRMA)                                        | 9              |
| Lituania (AGATA)                                      | 32             |
| Mundo (Billboard Global 200)                          | 67             |
| Nicaragua (Monitor Latino Anglo)                      | 6              |
| Noruega (VG-lista)                                    | 19             |
| Nueva Zelanda (Recorded Music NZ)                     | 33             |
| Países Bajos (Dutch Top 40)                           | 12             |
| Países Bajos (Single Top 100)                         | 18             |
| Polonia (Polish Airplay Top 100)                      | 20             |
| Portugal (AFP)                                        | 161            |
| Reino Unido (UK Singles)                              | 13             |
| República Checa (Singles Digitál Top 100)             | 48             |
| Rumania (Romanian Radio Airplay)                      | 10             |
| Rusia (Tophit)                                        | 62             |
| Sudáfrica (RISA)                                      | 23             |
| Suecia (Sverigetopplistan)                            | 40             |
| Suiza (Schweizer Hitparade)                           | 21             |